# 주호성
주호성(朱虎聲, 본명: 장연교, 본명 한자 음역 표기: 張然敎, 1948년 10월 22일 ~ )은 대한민국의 성우, 배우, 영화 감독이다. 학력은 중앙대학교 연극영화학과(명예 학사 졸업)이다. 배우 장성원은 그의 아들(첫째)이고, 가수 출신 배우 장나라는 그의 딸(둘째)이다.
1967년 연극배우로 첫 데뷔를 한 그는 1969년 KBS 공채 11기 성우로 정식 데뷔하였으며 1984년부터는 배우로도 본격적인 활동을 하기 시작했다. 그 이후에도 종종 배우 활동을 하는 상태이다.

## 학력
- 중앙대학교 연극학과 명예졸업

## 출연작
- 1984년 《각설이 품바 타령》
- 1985년 《철부지》, 《작년에 왔던 각설이》
- 1986년 《신의 아들》
- 1987년 《성 리수일뎐》
- 1987년 《기쁜 우리 젊은 날》
- 1988년 《캠퍼스 연애특강》, 《칠수와 만수》
- 1989년 《개그맨》, 《서울 무지개》, 《달아난 말》, 《그 후로도 오랫동안》, 《불의 나라》, 《들병이》
- 1990년 《꼴찌부터 일등까지 우리반을 찾습니다》
- 1991년 《장미여관》, 《사의 찬미》
- 1992년 《장군의 아들 3》, 《김의 전쟁》
- 1993년 《로맨스 황제》
- 1993년 《꾼사냥》
- 1993년 《투캅스》
- 1995년 《제4공화국》
- 1995년 《미란다》
- 1995년 《금홍아 금홍아》
- 1995년 《한울타리》
- 1995년 《피아노가 있는 겨울》
- 1995년 《냉동인간》
- 1996년 《맥주가 애인보다 좋은 일곱가지 이유》
- 1996년 《용의 눈물》
- 1997년 《애니깽》
- 1998년 《귀향, 그 짧은 이야기》
- 1999년 《네 꿈을 펼쳐라》
- 2000년 《천둥소리》
- 2012년 《혜원아, 사랑해》
- 2015년 《폴라로이드》 (감독)

### 라디오 프로그램
- 2015년 EBS 《EBS 책 읽는 라디오 낭독 시리즈》

## 성우 활동
- 《요리왕 비룡》 (KBS2) - 만사통
- 《어머! 물고기가 됐어요》- 맥크릴 교수
- 《매드 맥스》 (KBS) - 역장(레그 에반스)
- 《폭풍의 월요일》 (KBS)
- 《콘 에어》 (KBS) - 팔존 교도관(스티브 이스틴)
- 《프로젝트 A》 (KBS) - 지휘관(관해산)
- 《속 프로젝트A》 (KBS) - 지휘관(관해산)
- 《책상 서랍 속의 동화》 (KBS) - 촌장(전정달)
- 《A.I.》 (KBS) - 고철 로봇 사냥꾼
- 《천장지구2》 (KBS) - 표 형사 (관해산)
- 《오리엔트 특급 살인 사건》 (KBS) - 포와르
- 《뒤죽박죽 고향방문》 (KBS) - 로스코
- 《허드서커 대리인》 (KBS) - 허드스커 회장 (찰스 더닝)
- 《피라미드의 공포》 (KBS) - 해설
- 《가을의 전설》 (KBS) - 원스텝 (고든 투투시스)
- 《로미오와 줄리엣》(1997년 더빙판) (KBS) - 줄리엣의 아버지(폴 하드윅)
- 《흐르는 강물처럼》 (KBS) - 늙은 폴(아놀드 리처드슨)
- 《포세이돈 어드벤처》 (KBS)
- 《올랜도》 (KBS)
- 《투게더》 (KBS) - 아버지
- 《옛날 옛적에》 (KBS) - 배추도사
- 《돌아온 영웅 홍길동》 (MBC) - 골반도사
- 《프레데터2》 (KBS) - 방송 기자(모튼 다우니 주니어)
- 《공작왕》(KBS) - 길상의 스승(오가타 켄)
- 《의천도룡기》(KBS) - 화공두타
- 《어느 날 밤에 생긴 일》(KBS) - 제이크(아서 호이트)
- 《에딘버러시의 영웅》(KBS) - 트레일(에드먼드 그웬)
- 《황야의 결투》(KBS) - 바텐더(J. 패럴 맥도널드)

## 가족 관계
- 배우자 : 이경옥
- 아들 : 장성원 (1976년 8월 7일 ~ )
- 딸 : 장나라 (1981년 3월 18일 ~ )
- 사위 : 정하철 (1987년 ~ )

## 저서
- 2006년 10월 《장나라의 횡행천하》 (가장 따뜻한 한류), 중앙대학교 출판부 ISBN 89-7207-210-9

## 수상 경력
- 2018년 제23회 춘사영화제 공로상